# Mera (Arcadia)
Mera (en griego, Μαῖρα) fue un antiguo asentamiento griego situado en Arcadia.
Existía una tradición que indicaba que allí se encontraba la tumba de Mera, hija o descendiente de Atlas, según la mitología griega, aunque una tradición diferente decía que Mera, la hija de Atlas, había sido enterrada en Tegea.
Pausanias lo ubica en uno de los caminos que había entre Mantinea y Orcómeno, e indica que estaba a treinta estadios de donde se hallaban las ruinas de Ptolis —que fue el primitivo emplazamiento donde se había construido Mantinea—.